# Ботанический сад Палермо
Ботанический сад Палермо (итал. Orto botanico di Palermo) — одно из наиболее значимых академических учреждений в Италии. Расположенный в Палермо, на Сицилии, этот ботанический сад является «огромным музеем под открытым небом» с более чем двухсотлетней историей. Он известен своим многообразием растительных видов, многие из которых происходят из тропических и субтропических регионов. Ботанический сад Палермо возник в последние десятилетия XVIII века в период активных реформ и великих открытий в Неаполитанском и Сицилийском королевствах, связанных с эпохой Просвещения.

## История[1]

### Предыстория 1779—1781
В 1779 году, Королевская академия Палермо (итал. Regia Accademia degli Studi di Palermo), которая сейчас является Палермским университетом (итал. Università degli Studi di Palermo), получила право использовать скромный участок земли у бастиона ворот Порта Карини (итал. Porta Carini) для создания аптекарского сада, после того как была создана кафедра естественной истории и ботаники. Этот сад использовался для выращивания «простых» лекарственных растений для обучения.
В 1781 был построен первый ботанический сад у бастиона ворот Порта Карини, где ранее находился общественный пороховой склад. Однако, доступное помещение оказалось непригодным для учебных нужд из-за его тесноты и неспособности к дальнейшему развитию. Через несколько лет после основания сада начались процедуры по его переносу. Новое место было найдено на равнине Сант-Эразмо (итал. Sant'Erasmo), на небольшом участке земли Винья-дел-Галло (итал. Vigna del Gallo), который принадлежал герцогу Игнацио Ванни д’Аркирафи (итал. Ignazio Vanni d’Archirafi). Здесь, рядом с общественной виллой Джулии (итал. Villa Giulia), построенной в 1777 году, ботанический сад нашёл своё новое и удобное место.

### Строительство 1789—1795

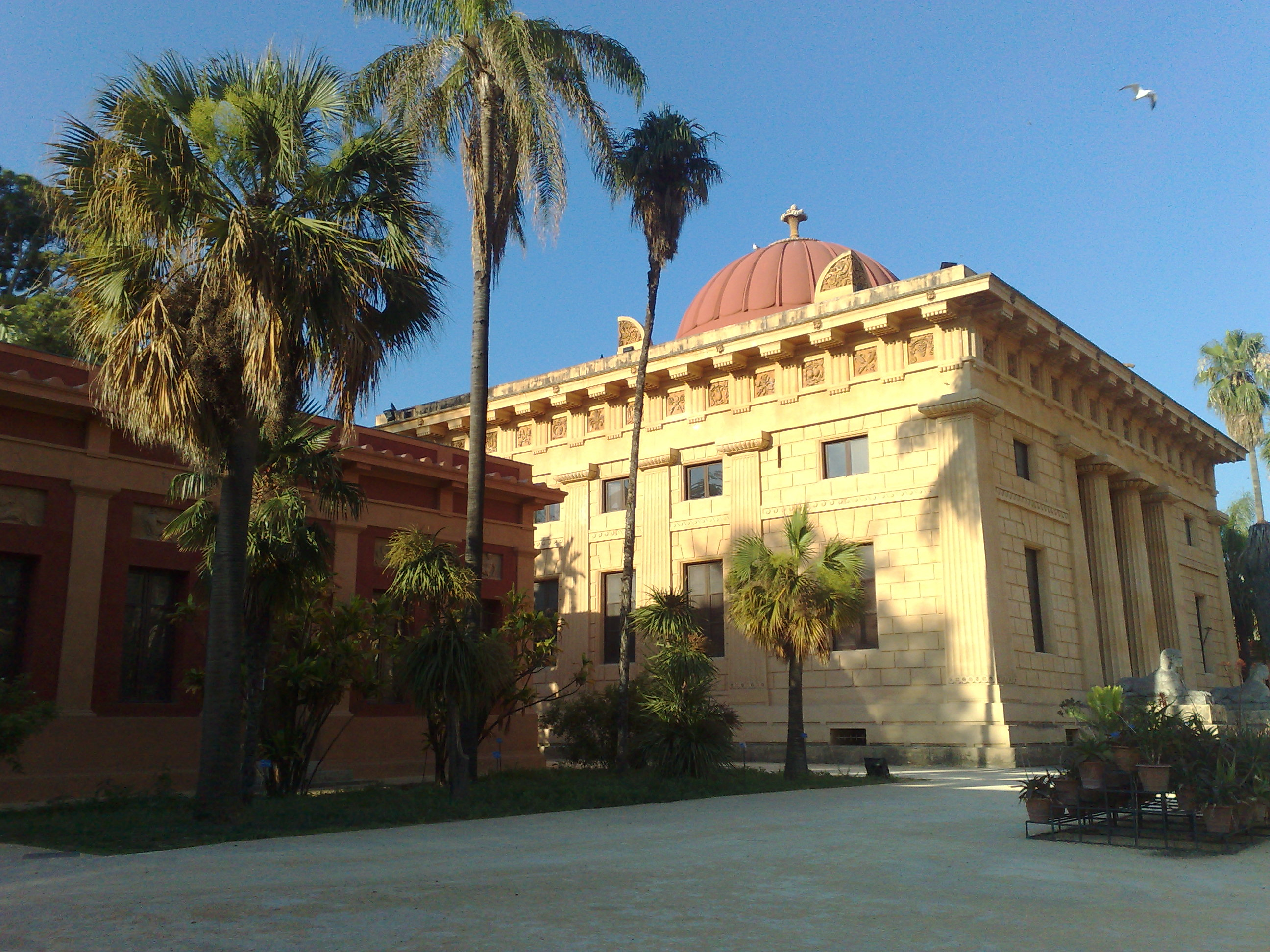
Главный вход в сад, с видом на «Гимнасий»

22 февраля 1789 года началось строительство нового ботанического сада на землях Винья-дел-Галло, расположенных на равнине Сант-Эразмо. Через 6 лет, 9 декабря 1795 года, на площади около 12 000 квадратных метров был торжественно открыт ботанический сад.

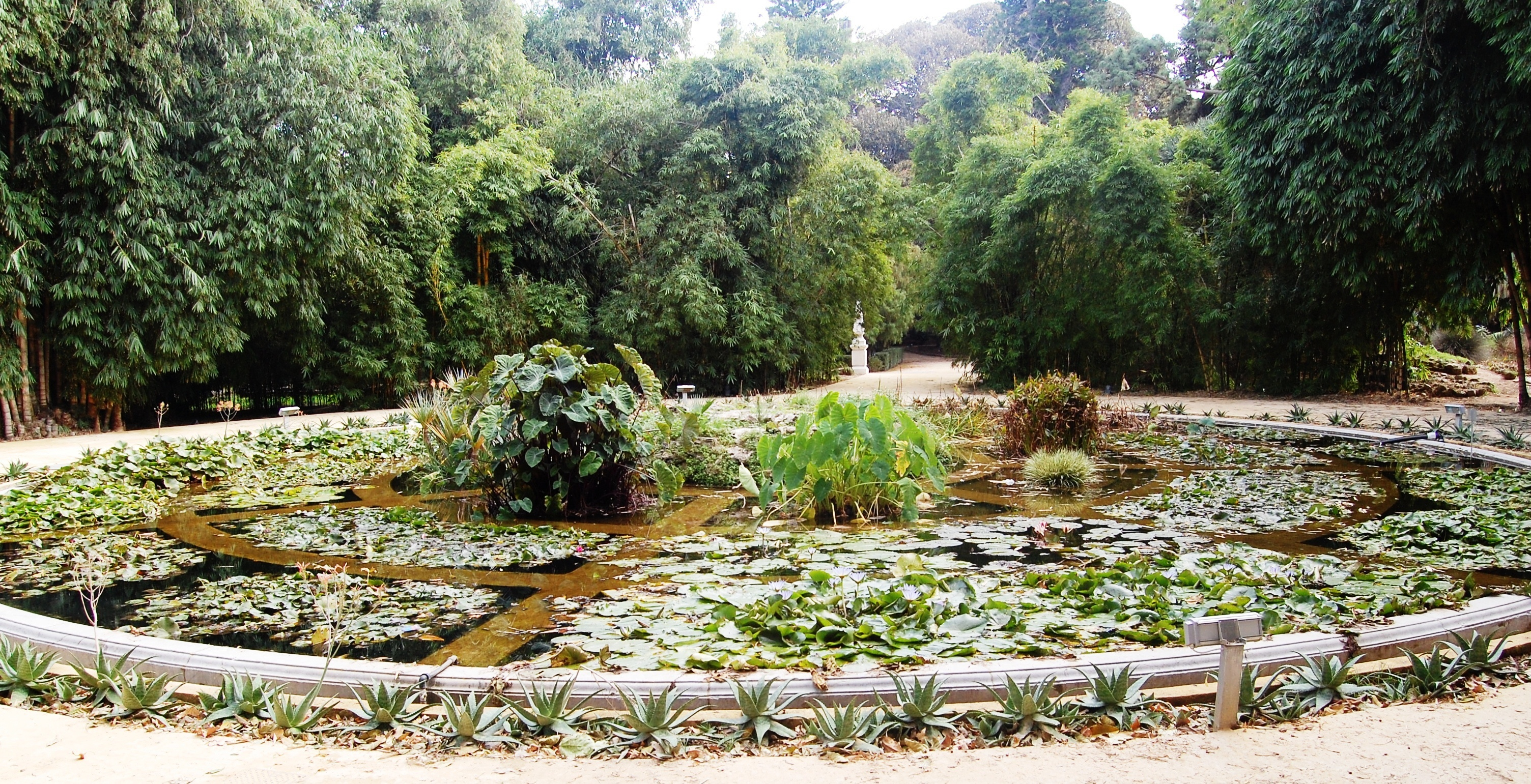
«Аквариум» — большой круглый бассейн, состоящий из трёх концентрических кругов, разделённых на 24 сектора, построенный в 1796 году. В нём растут многочисленные водные растения, среди которых преобладают разновидности водяных лилий, водяной гибискус и цветок индийского лотоса

Первым директором стал Джузеппе Тинео (итал. Giuseppe Tineo). Сад был разделён на четыре прямоугольных участка, разделённый двумя ортогональными проспектами, с коллекциями, заказанными Бернардино да Укриа (итал. Bernardino da Ucria). В саду были установлены фонтаны и бассейны, в том числе «Аквариум», подарок тогдашнего архиепископа Палермо Филиппо Лопеса-и-Ройо (итал. Filippo Lopez y Royo), который располагался в южной части сада.
Весь монументальный комплекс состоял из центрального здания — «Гимнасий», резиденции Schola Regia Botanices, которая, помимо восьмиугольного конференц-зала, включала учебную галерею, гербарий и помещения директора. Кроме Аквариума, все здания были построены по проекту французского архитектора Леона Дюфурни, который, вынужденный вернуться во Францию в 1793 году по политическим причинам, не присутствовал на завершении работ.

### Расширение 1796—1856
Между 1796 и первыми двадцатью годами XIX века, было сделано несколько пристроек, которые изменили планировку парка. Эти изменения сохранились до 1896 года. В результате приобретения частей Винья-дель-Галло, вдоль южной и западной оконечности ботанического сада, была создана экзотическая роща и освобождено пространство для размещения зимнего сада.

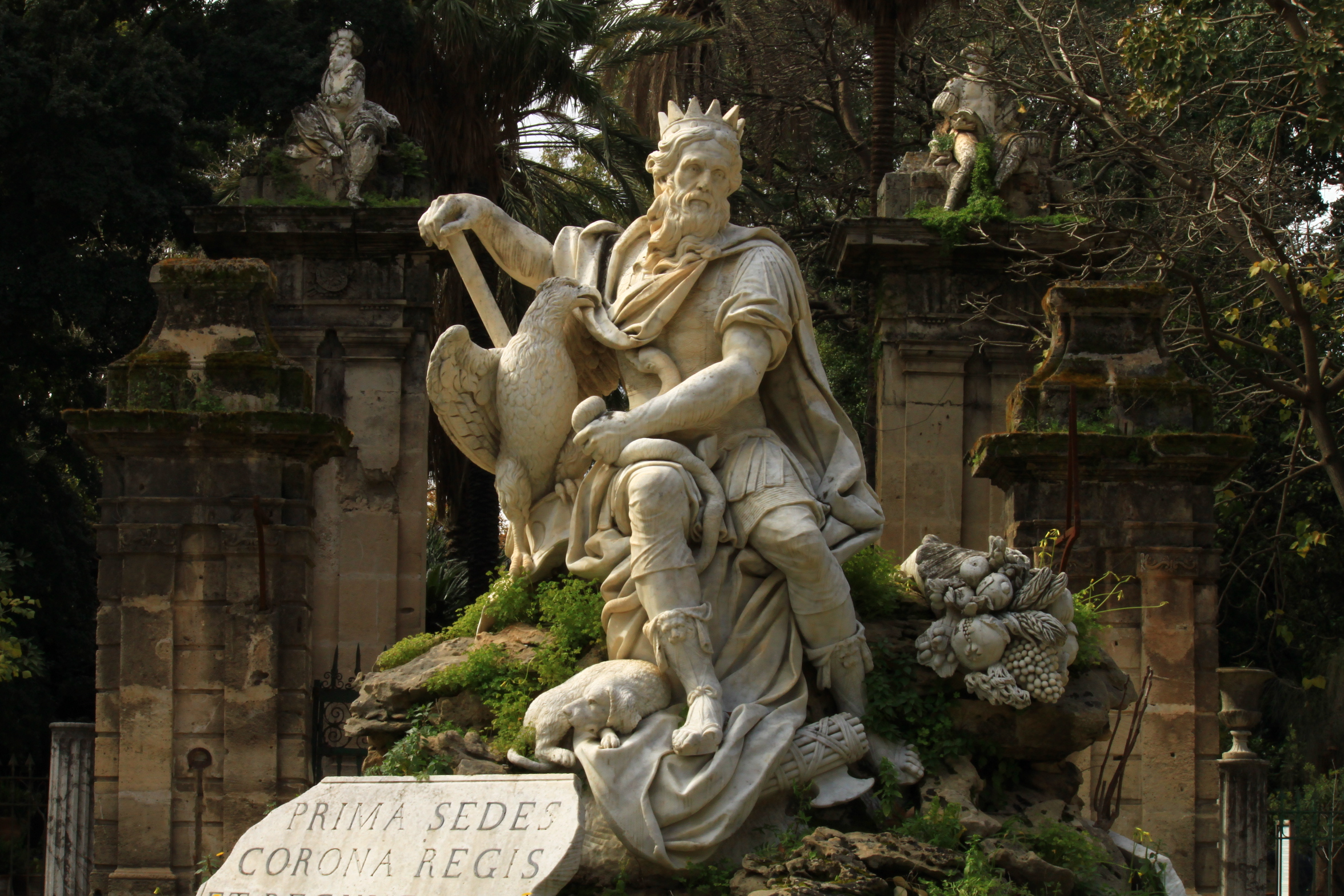
«Фонтан Гения» перед входом в Ботанический сад со стороны виллы Джулии

Под руководством Винченцо Тинео (итал. Vincenzo Tineo), который занял пост директора после своего отца Джузеппе Тинео, сад был дальше расширен на один гектар путём добавления новой площади к уже существовавшей роще. В 1819 году была построена дорога, которая соединила сад и виллу Джулию.
В течение 44 лет, когда Винченцо Тинео руководил садом, он много раз пытался добавить ещё пространств, чтобы удовлетворить потребности развивающейся науки ботаники, но его усилия не увенчались успехом. Трудности, возникшие при попытке расширения сада, могли быть связаны с событиями, происходившими на Сицилии в первой половине XIX века. Восстания 20-х и 48-49-х годов породили конфликты между Неаполем и Палермо, что привело к разрушению Королевства. После создания Королевства Обеих Сицилий, Сицилия стала отдалённой провинцией, которой управляли плохо, что привело к уменьшению интереса к развитию центров культуры. Это сделало почти невозможным расширение сада, так как местные власти противостояли этим усилиям.

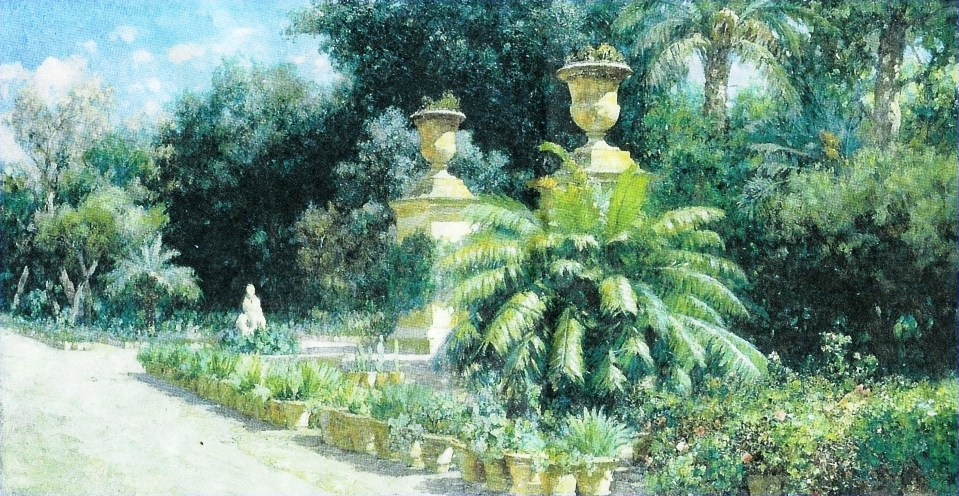
Ботанический сад Палермо на картине Франческо Лойаконо (XIX век)

Так закончился период соперничества государей и знати в развитии наук, период зарождения сада и его первых расширений, и начались годы, отмеченные тотальными препятствиями и осложнениями.

### Последующая судьба 1856—1968

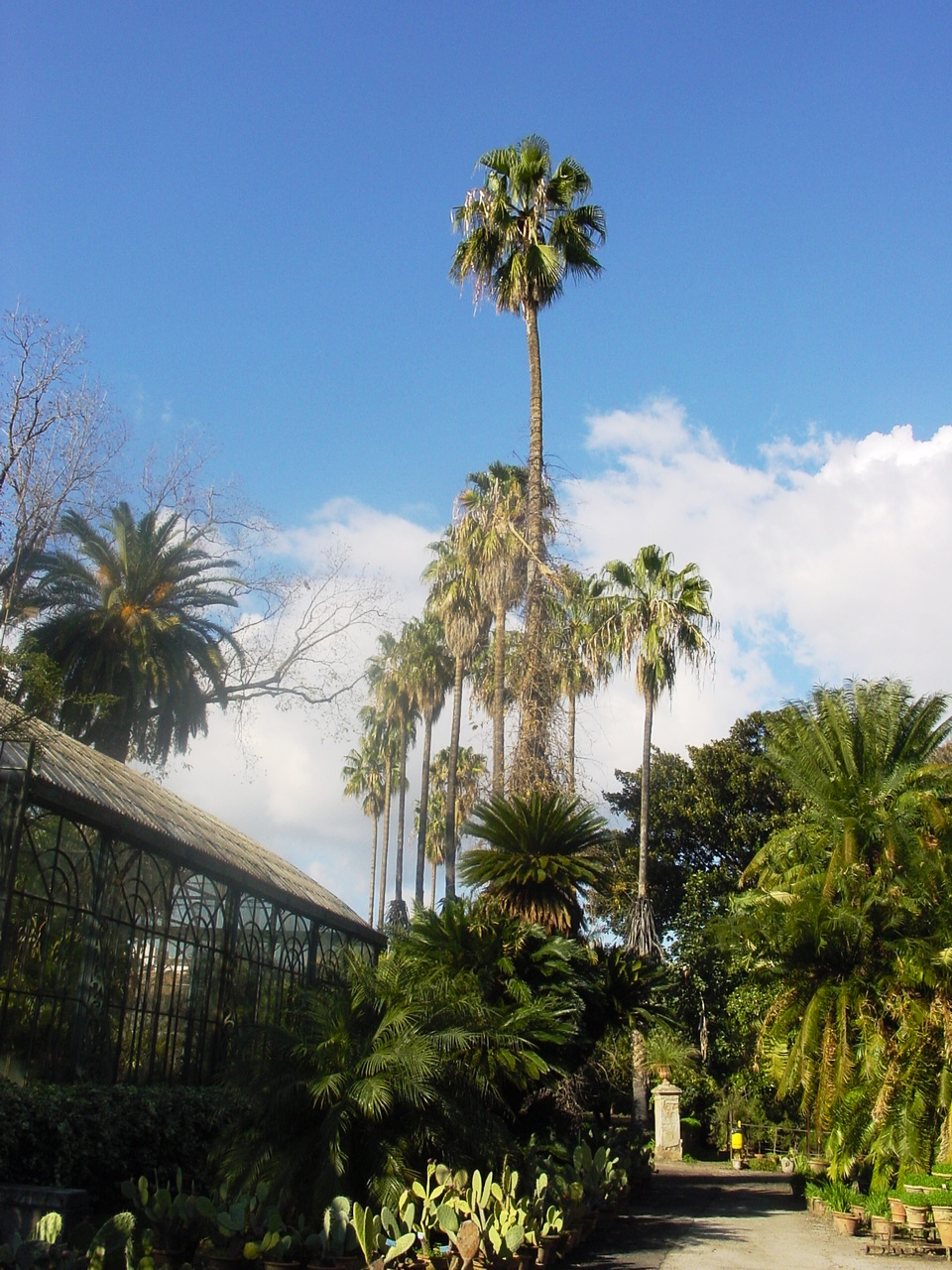
Вашингтония нитеносная (Washingtonia filifera) в одном из новых секторов сада «Palmetum»

Агостино Тодаро (итал. Agostino Todaro), следующий директор сада, также предпринимал многочисленные усилия, чтобы обеспечить ему достаточное пространство, даже рассматривал возможность обмена земельных участков. Он намеревался обменять участок земли, приобретённый университетом в 1820 году, но не прилегающий непосредственно к саду, на соседнюю землю, которая принадлежала герцогам Аркирафи (итал. Archirafi).
Решение об обмене и последующем расширении сада было найдено только в 1906 году при директоре Антонино Борзи (итал. Antonino Borzì), после более чем пятидесятилетней борьбы и бюрократизма. Муниципальный питомник был продан тем же муниципалитетом в качестве компенсации за часть, взятую из сада на стороне улицы Аркирафи (итал. Via Archirafi) для строительства нынешних научных институтов факультета.
Одновременно с борьбой за расширение сада начиная с последних десятилетий XIX века, последовала борьба за сохранение его пространства. Нормативный план 1886 года, разработанный после эпидемии холеры, и план реконструкции 1946 года, предусматривали расчленение сада и строительство дороги внутри его территории.
Благодаря упорному противодействию директоров сада, в первую очередь Агостино Тодаро (итал. Agostino Todaro), а затем Франческо Бруно (итал. Francesco Bruno), удалось сохранить целостность ботанического сада. Бруно добился единогласного голосования городского совета Палермо в 1954 году, после длительной борьбы, в которой также принимал участие академический и культурный мир Палермо. Это решение окончательно и полностью обеспечило сохранение ботанического сада.

## Коллекции[3]
Ботанический сад Университета Палермо содержит научные коллекции, которые включают 3500 особей растений, выращенных в открытом грунте. Общее разнообразие составляет 1692 видовых и внутривидовых таксонов, включая 1675 фанерогамных и 17 сосудисто споровых (папоротникообразных) видов. Эти коллекции включают 166 семейств, 616 родов, 1507 видов, 19 подвидов, 86 разновидностей, 6 форм и 56 нототаксонов (гибридов).
Среди Голосеменных (Gymnospermae) имеются 12 семейств, 24 рода и 164 видовых и внутривидовых таксонов. Наиболее многочисленными семействами являются:
- Замиевые (Zamiaceae) (6 родов и 65 видов)
- Кипарисовые (Cupressaceae) (4 рода и 28 видов)
- Саговник (Cycadaceae) (1 род и 26 видов)
- Сосновые (Pinaceae) (3 рода и 23 вида)

Однодольные (Liliopsida) Цветковые растения (Angiospermae) включают в себя 31 семейство, среди которых:
- Пальмовые (Arecaceae) (42 рода и 117 видов)
- Агавовые (Agavaceae) (4 рода и 42 вида)
- Алоэ (Aloaceae) (1 род и 29 видов)
- Злаковые (Poaceae) (14 родов и 24 вида)

Самыми многочисленными являются Двудольные (Magnoliopsida) Цветковые растения (Angiospermae) с 115 семействами, среди которых:
- Бобовые (Leguminosae) (43 рода и 117 видов)
- Кактусовые (Cactaceae) (15 родов и 49 видов)
- Вербеновые (Verbenaceae) (9 родов и 48 видов)
- Рутовые (Rutaceae) (15 родов и 43 вида)

За последние несколько лет возникла необходимость проверить состоятельность коллекций, поскольку они подвергались значительным изменениям по разным причинам. Это связано с изменениями в микроклимате сада, ограниченными ресурсами, созданием новых секторов, а также естественным эволюционным процессом некоторых видов и вредными метеорологическими явлениями в зимний период.
В связи с этим сад провёл таксономическую и номенклатурную ревизию коллекций. Эта работа не могла быть решена быстро и легко, учитывая постоянное развитие знаний в области систематики и таксономии, что привело к изменению названий многих таксонов.

## Сектора[4]
Ботанический сад отличается от обычных садов своим научным подходом к организации коллекций растений. Они не только научно определены и упорядочены по эстетическим канонам, но и организованы по различным научным критериям, таким как систематический, таксономический, фитогеографический, биологический и тематический (например, пищевой или лечебный).
Ботанический сад, занимающий площадь более 10 гектаров, разделён на системы и секторы, некоторые из которых существуют с момента его основания, а другие были созданы после последнего расширения в начале прошлого века. Значительная работа по обогащению коллекций растений была проведена в последние 15-20 лет, что привело к созданию новых секторов, таких как Palmetum и Cycadetum. Однако наиболее важными являются растения систематического характера, такие как система Линнея и система Энглера, которые играют важную роль в коллекции сада.

Карта Ботанического сада Палермо

### Система Линнея[7]
Система Линнея (итал. Sistema di Linneo) — это один из крупнейших и старейших секторов сада, занимающий примерно 11 000 квадратных метров. Его размер соответствует периметру сада в XVIII веке, на момент его основания, когда его площадь была намного меньше (1 га), чем сегодня (около 10 га).
Система Линнея состоит из четырёх кварталов, каждый площадью около 2300 квадратных метров, окружённых низкими стенами и разделённых двумя главными улицами: Виале Чентрале (итал. Viale Centrale) и Виале делле Пальме (итал. Viale delle Palme). Эти две ортогональные улицы ведут к четырём главным точкам сада: старинному входу, Серра Каролина (итал. Serra Carolina), Аквариуму и площади перед гимназией; и пересекаются друг с другом в маленьком шестиугольном квадрате.

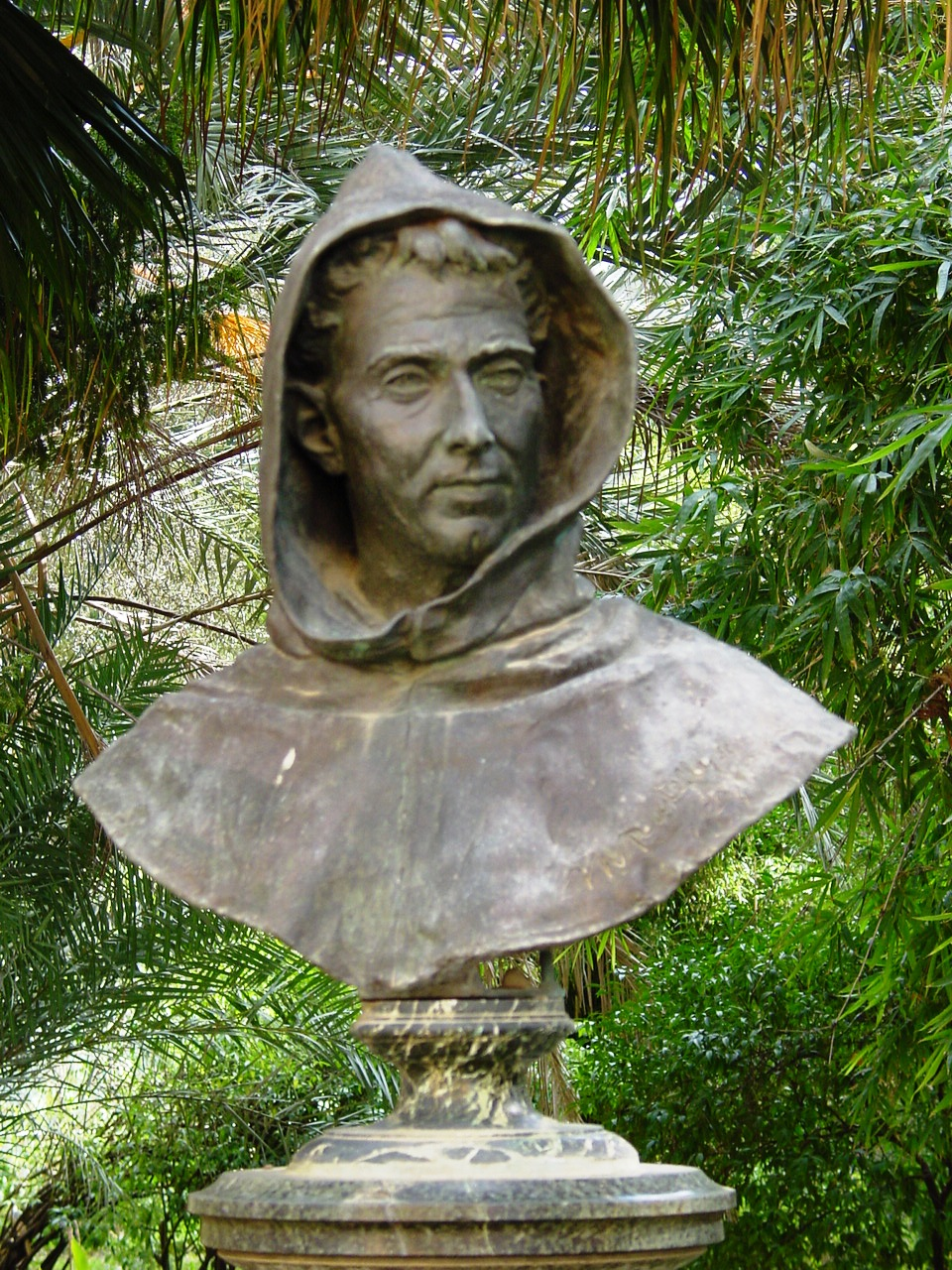
Работа скульптора Марио Рутелли, на которой изображён отец Бернардино да Укриа

Сектор Линнея был засажен францисканским ботаником Бернардино да Укриа (1739—1796) между 1789 и 1791 годами в соответствии с системой классификации, описанной шведским натуралистом Карлом Линнеем (1707—1778). Он представляет собой почти уникальный пример среди европейских ботанических садов, за исключением «Сада Линнея» в Уппсале (Швеция).
Каждый из четырёх кварталов системы Линнея разделён дорожками на 23 прямоугольные клумбы-огорода. Внутри каждой клумбы коллекции растений распределены по классам и подгруппам, сгруппированным по количеству тычинок, пестиков и родственных связей, в возрастающей последовательности от I к IV, согласно классификации Линнея, основанной главным образом на половых признаках цветков.
В конце XIX века был проведён первый учёт видов, выращиваемых в кварталах, с приложенным планом. На тот момент было зафиксировано 1548 видов и 468 различных родов. Однако, с течением времени количество видов уменьшалось из-за развития одних за счёт других, а также из-за нежелательного влияния больших деревьев на мелкорослые травянистые и кустарниковые виды. В настоящее время, растения, которые не соответствуют порядковому номеру клумбы, обозначены чёрной табличкой, их около 70.
Сегодня в системе Линнея насчитывается более 600 растений, разделённых на 86 семейств, 248 родов и 489 видов.

### Система Энглера[8]
Система Энглера (итал. Sistema di Engler) — является одним из наиболее современных секторов ботанического сада. Её создание стало возможным после расширения сада за счёт приобретения земли на южной границе в 1905 году. Участок земли был приобретён у городского питомника, который находился на этом месте ранее. Сделка была основана на договоре между городской администрацией, университетом и наследниками семьи Аркирафи, которые когда-то владели древним районом Винья-дел-Галло (итал. Vigna del Gallo), где расположен ботанический сад.
Сектор занимает площадь около 7000 квадратных метров, а растения расположены по систематической схеме, созданной немецким ботаником польского происхождения Адольфом Энглером, который изучал филогенетические отношения между различными группами растений.

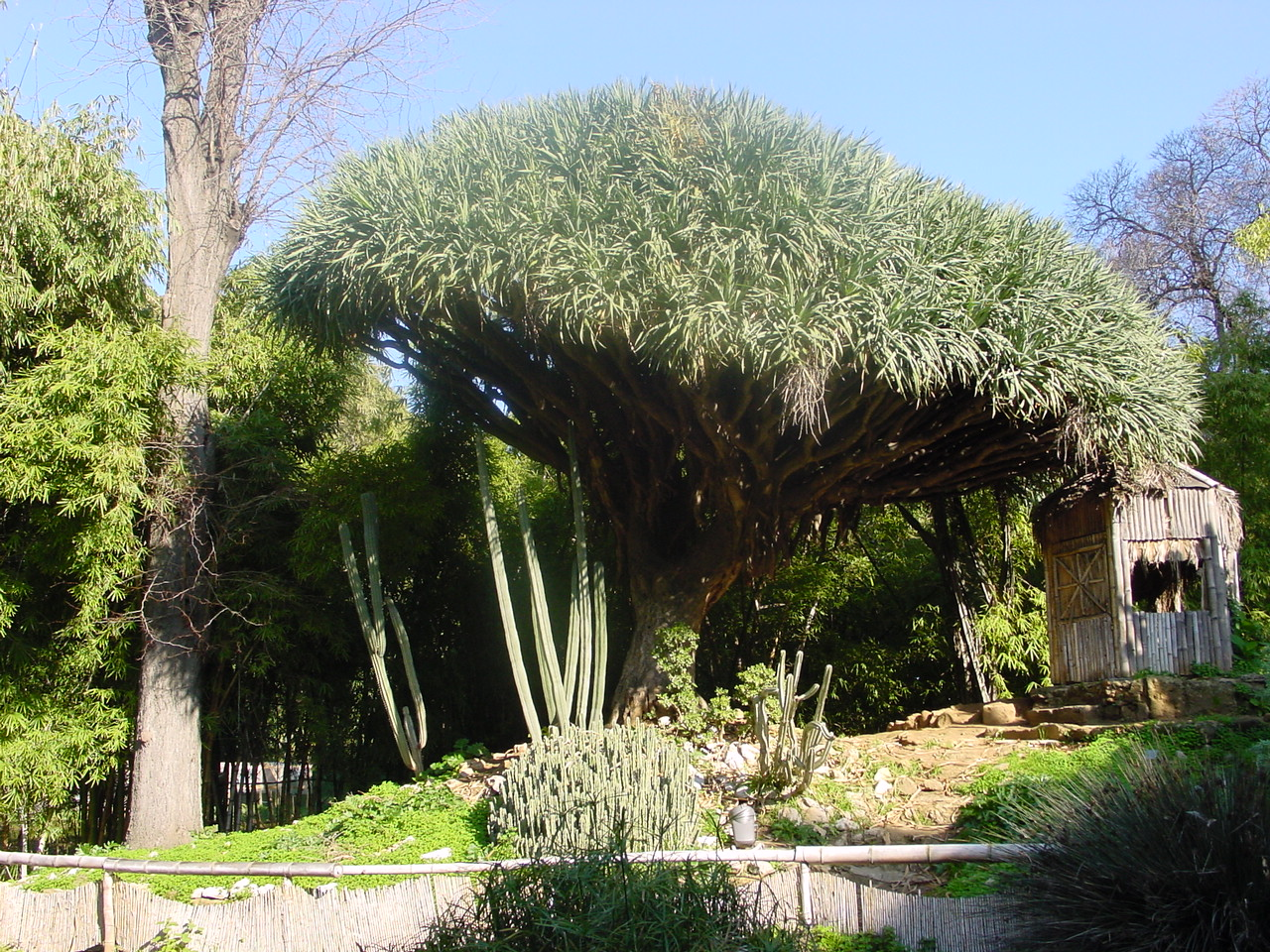
Драконово дерево (Dracaena draco)

Коллекции включают Голосеменные (Gymnospermae) растения (8 семейств, 13 родов, 45 таксонов), Цветковые растения (Angiospermae) (90 семейств, 170 родов, 217 таксонов), Однодольные (Liliopsida) (12 семейств, 33 рода, 38 таксонов) и Двудольные (Magnoliopsida) растения (52 семейства, 137 родов, 179 видовых и внутривидовых таксонов).
В секторе однодольных представлены основные семейства, такие как Саговник (Cycadaceae), Тисовые (Taxaceae), Сосновые (Pinaceae), Кипарисовые (Cupressaceae) и Гинкго (Ginkgoaceae).
Сектор двудольных включает 191 растение, в том числе Casuarina torulosa и Магнолию крупноцветковую (Magnolia grandiflora). Далее сложноцветные растения (Asteraceae), которые, по мнению Энглера, находятся на вершине эволюционной лестницы Двудольных (Magnoliopsida).
Сектор покрытосеменных наименее богат, содержащий всего 51 растение, но здесь есть ценные виды, принадлежащие к родам Юкка (Yucca), Алоэ (Aloaceae), Драцена (Dracaena), Стрелиция (Strelitzia) и целая клумба, посвящённая Пальмовым (Arecaceae).
Сегодня в системе Энглера насчитываются 287 растений, которые принадлежат к 72 различным семействам. Они разбиты на 38 цветочных клумб разного размера, расположенных по степени их развития — от менее развитых к более развитым.

### Биоэкологические и географические порядки[9]
Биоэкологические и географические порядки (итал. Ordinamenti Bioecologici e Geografici) — сектор, основанный на эколого-географических факторах. Они являются более современными моделями, чем традиционные систематические и таксономические, так как они объединяют биологическое разнообразие с особенностями окружающей среды, такими как климатические (температура, вода, свет) или эдафические характеристики субстрата, и приспособляемость растений.

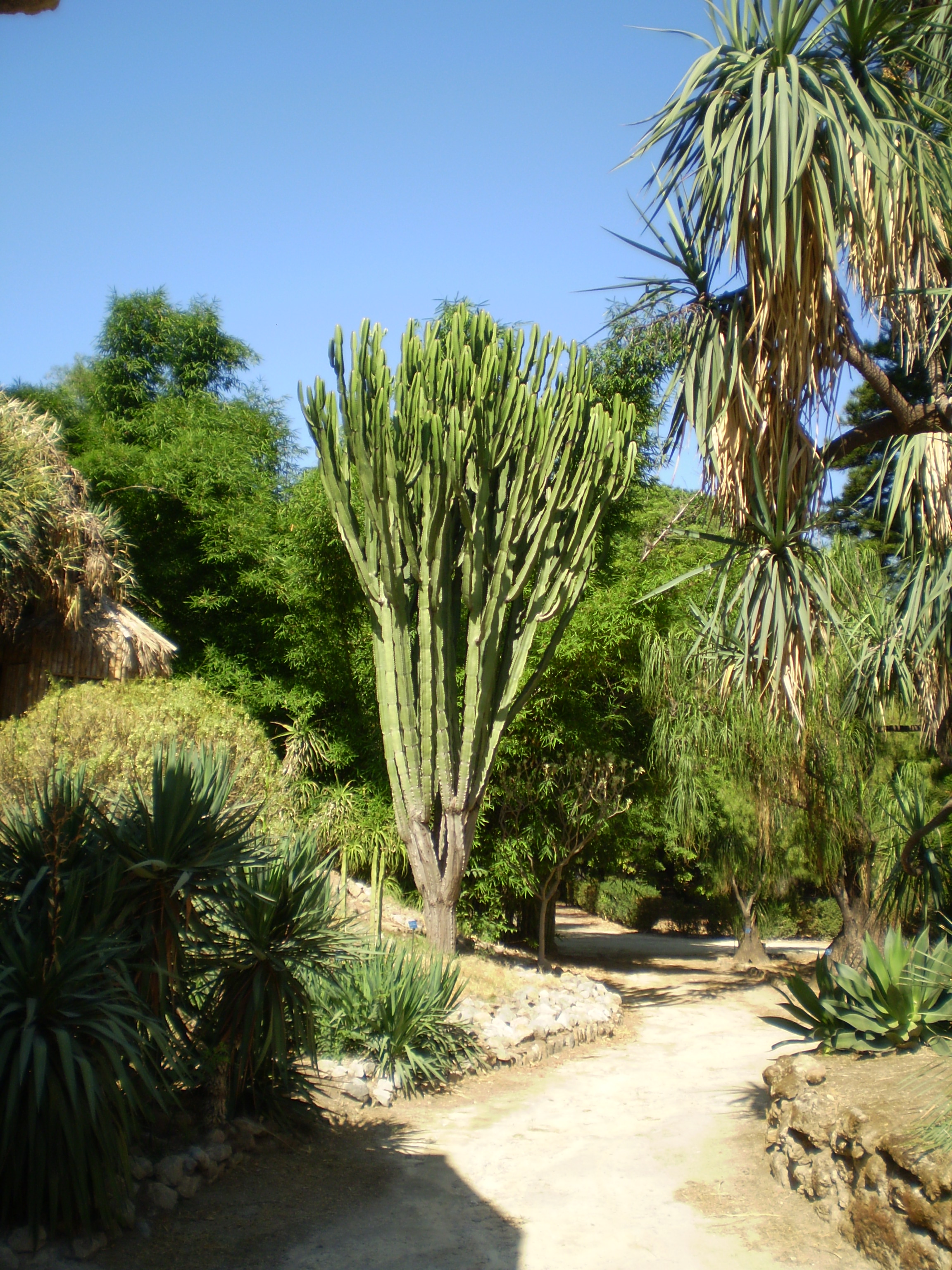
Молочай канделябровый (Euphorbia candelabrum)

В группу биоэкологических и географических порядков входит около 1660 особей, что составляет 47 % от общего числа коллекций. Она включает в себя 113 семейств и 296 разных родов. В эту большую группу для краткости включены некоторые группы растений, которые можно разделить на подотрасли:
- Сад суккулентов, расположенный недалеко от системы Энглера, состоит из видов разных семейств (Агавовые (Agavaceae), Асфоделовые (Asphodelaceae), Кактусовые (Cactaceae), Толстянковые (Crassulaceae), Дидиереевые (Didiereaceae), Молочайные (Euphorbiaceae)) и родов (Агава (Agave), Аллюодия (Alluaudia), Алоэ (Aloe), Цереус (Cereus), Толстянка (Crassula), Эхинокактус (Echinocactus), Молочай (Euphorbia) и Опунция (Opuntia)).
- Небольшая экзотическая и средиземноморская роща, наследие гораздо более крупной рощи начала XIX века, представлена единственным видом — Ficus rubiginosa.
- Так называемый Средиземноморский холм, где обитает 130 значительных компонентов спонтанной сицилийской флоры, в том числе несколько важных эндемиков, принадлежащих к 42 семействам и 82 различным родам.
- Небольшой австралийский дендрарий, где выращиваются экземпляры: Macadamia ternifolia, Гревиллея крупная (Grevillea robusta), Araucaria cunninghamii, Araucaria bidiwilii, а также самое высокое дерево в городе Палермо — Araucaria columnaris.
- Коллекция Фикусовых (Ficus), которая состоит из экзотических видов, произрастающих в тропическом и субтропическом климате. В саду насчитывается 65 фикусов, которые представляют 27 видовых и внутривидовых таксонов, за исключением обыкновенного инжира (Ficus carica), который типичен для Средиземноморья.

### Экспериментальный сектор[10]
Ботанический сад Палермо посвятил значительную часть своего пространства интродукции и акклиматизации полезных растений, представляющих интерес для пищевых, лекарственных, декоративных и текстильных целей. Экспериментальное пространство в саду, изначально было частью бывшего Колониального сада, основанного Антонио Борзи в 1913 году, но затем закрытого в 1975 году. Сад до сих пор выращивает тропические и субтропические растения, подвергающиеся исследованиям, уже завершённым или продолжающимся в институте Палермо. Общее число выращиваемых растений составляет около 357 особей и 111 видов из 42 семейств и 65 различных родов, включая Хлопчатник (Gossypium), Цитрусовые (Citrinae), Сахарный тростник (Saccharum officinarum), Сорго двуцветное (Sorghum bicolor), Рами белое (Boehmeria nivea), Аргания колючая (Argania spinosa), Чайот (Sicyos edulis), Vasconcellea quercifolia, Coleus succulentus, Кивано (Cucumis metulifer), виды Артишока (Cynara), Колоцинт (Citrullus colocynthis), Сизаль (Agave sisalana), Гибискус коноплёвый (Hibiscus cannabinus) и Phragmanthera capitata.

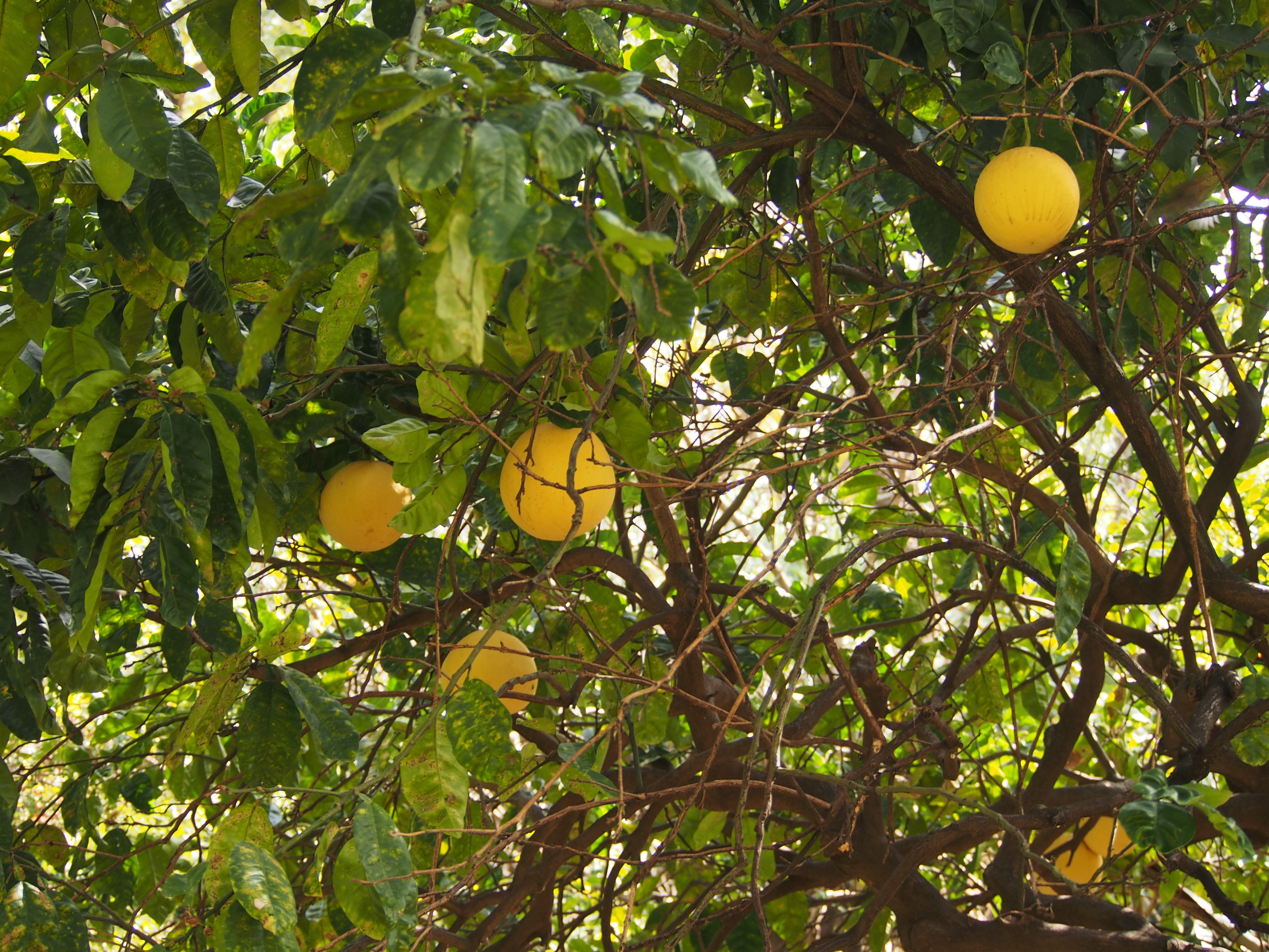
Помело (Citrus maxima)

Ботанический сад установил партнёрство с Cupitur, ведущей сельскохозяйственной компанией Италии по производству тропических фруктов и растений, чтобы создать особый тропический сад. На данный момент этот сад содержит около 40 экземпляров из 20 различных сортов растений, родов Инга (Inga), Аннона (Annona), Хризофиллум (Chrysophyllum), Спондиас (Spondias), Artabotrys, Банан (Musa), Плиния (Plinia), Сизигиум (Syzygium), Лавсония (Lawsonia), Погостемон (Pogostemon) и Путерия (Pouteria). Благодаря интродукции Папайи (Carica papaya) несколько лет назад, Ботанический сад Палермо теперь выращивает в своей открытой зоне такие растения, как Аннона сетчатая (Annona reticulata), Личи (Litchi), Аверроа (Averrhoa) и Бабако.
Ботанический сад содержит несколько исторических коллекций родов, включая Цитрус (Citrus) и Плюмерию (Plumeria). В саду выращивание цитрусовых началось с основания и с тех пор было увеличено до 159 особей, представляющих 24 видов и 49 культурных сортов рода Citrus. Род Плюмерия (Plumeria) также хорошо представлен в саду с конца XIX века. Оно выращивается вблизи оранжереи Кактусовых (Cactaceae), а его коллекция содержит 18 различных сортов Плюмерии красной (Plumeria rubra) с цветками от жёлтого до фиолетового.

### Теплицы[11]
Ботанический сад располагает оранжереями, общая площадь которых составляет 1470 квадратных метров.

#### Зимний сад или «Теплица Каролины»
Зимний сад или «Теплица Каролины» (итал. Serra Carolina), является наиболее древней и крупнейшей теплицей, её площадь составляет 500 квадратных метров. Это сооружение было построено в середине XIX века. Внутри оранжереи находятся уникальные и ценные коллекции открытого грунта, включающие 56 видов растений из 19 семейств. Среди них Кофе аравийский (Coffea arabica), Pimenta racemosa var. racemosa, Mimosa polycarpa var. spegazzinii, Pavetta indica и Malpighia fucata.

#### Тропическая теплица или Региональная теплица
Среди других теплиц особо выделяются те, что находятся в Серра-делла-Реджионе (итал. Serra della “Regione”). В них успешно выращивают растения, которые обычно произрастают в тропических и экваториальных зонах с жарким и влажным климатом.

#### Суккулентная теплица

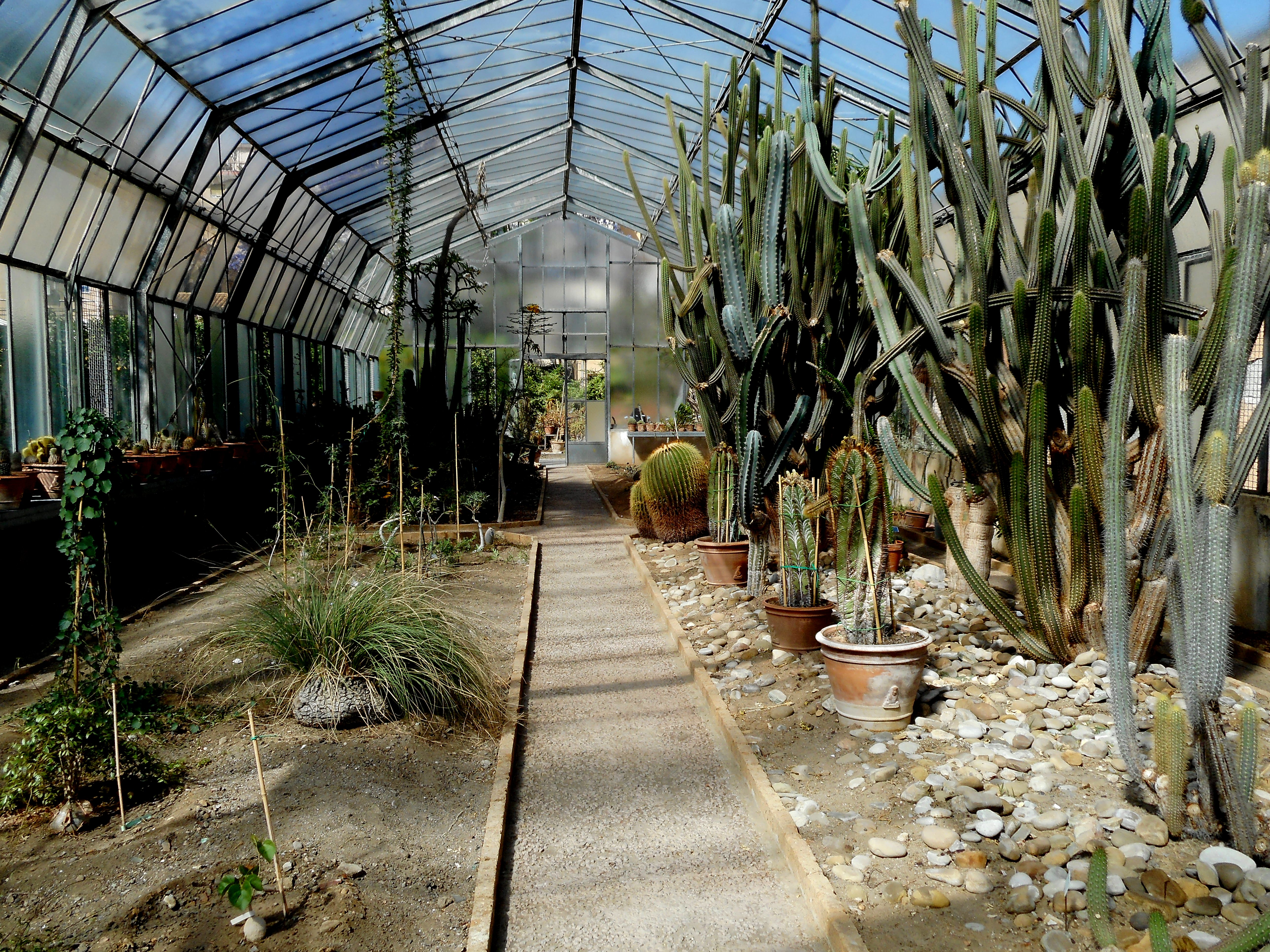
Суккулентная теплица

Суккулентная теплица (итал. Serra delle Succulente) место, где процветают растения, приспособленные к жаркой и засушливой среде. Здесь можно найти множество представителей семейств Кактусовые (Cactaceae), Молочайные (Euphorbiaceae), Аизовые (Aizoaceae), а также экземпляры Вельвичией удивительной (Welwitschia mirabilis) — древнего голосеменного растения, которое произрастает в пустыне Намиб. Вельвичия удивительная является единственным сохранившимся представителем целого семейства Гнетовидные (Gnetopsida).

## Гербарий[12]

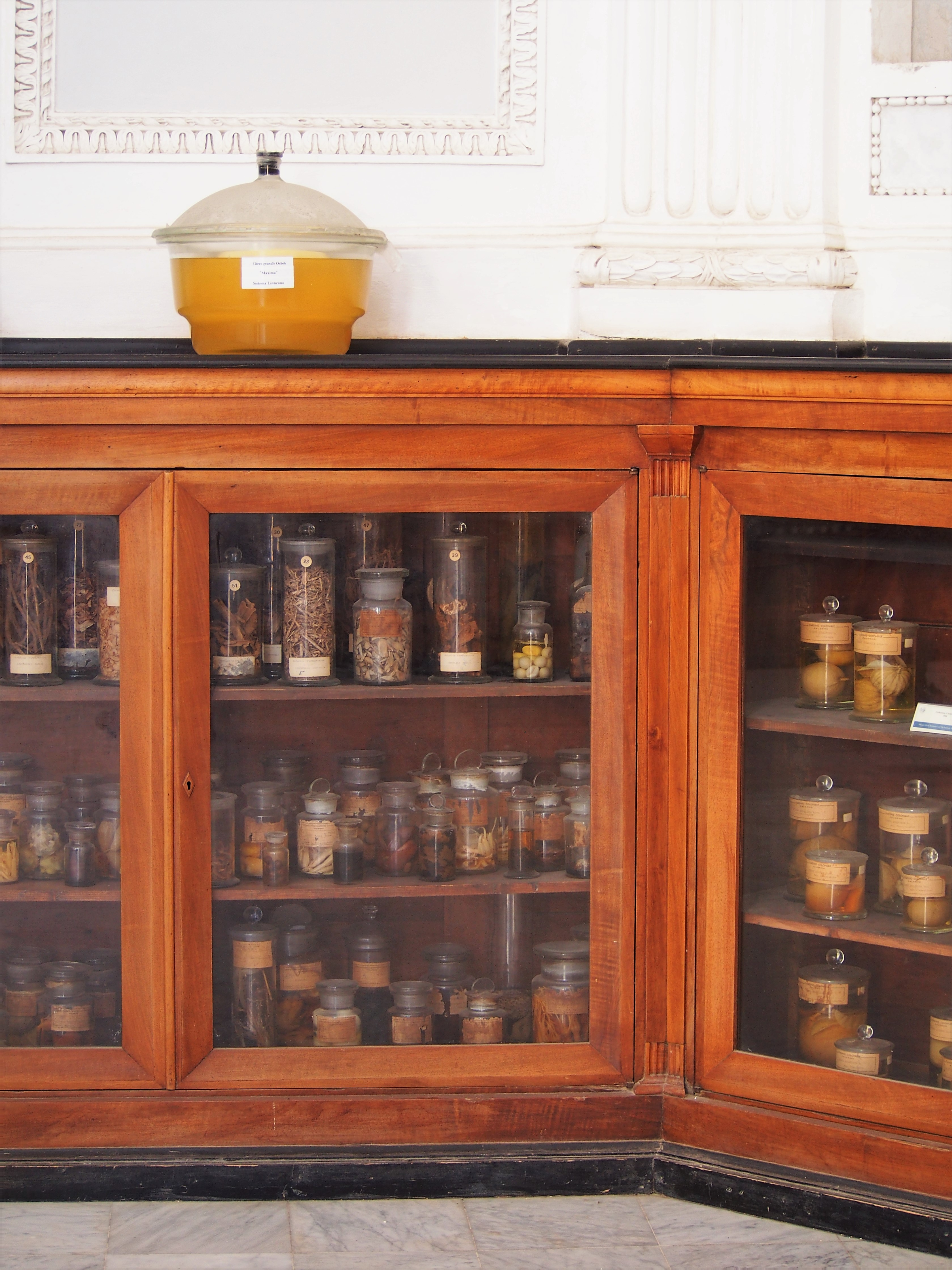
«Гербарий»

Гербарий «Herbarium Mediterraneum Panormitanum», расположенный в Ботаническом саду Университета Палермо, был основан в начале XVIII века. Он содержит около 600 000 экземпляров растений, включая сосудистые растения (Tracheophyta), Папоротниковидные (Polypodiophyta), Мхи (Bryophyta), Печёночные мхи (Marchantiophyta), Водоросли (Algae), Грибы (Fungi) и Лишайники (Lichenes), собранные на Сицилии, в Европе, Австралии, Африке, Центральной и Южной Америках.
Гербарий занимает несколько зданий, примыкающих к Ботаническому саду, и имеет площадь около 600 квадратных метров. Его структура включает большую площадь, где хранятся эксикаты — овощные образцы, консервированные прессованием и сушкой, закреплённые на картоне, а также небольшую библиотеку и вспомогательную лабораторию, оснащённую камерой для дезинсекции, холодильными камерами и зоной подготовки образцов.
В последнее время гербарий модернизировал свою структуру и лаборатории, а также оснастился современной ИТ-инфраструктурой. В рамках проекта создания «Виртуального гербария» была разработана база данных, доступная онлайн, которая содержит информацию о сохранённых в гербарии образцах, такую как таксономическое название, дата, местонахождение, высота над уровнем моря, среда обитания, сборщик и определитель, а также изображения каждого образца, полученные с помощью определённого сканера.

## Галерея

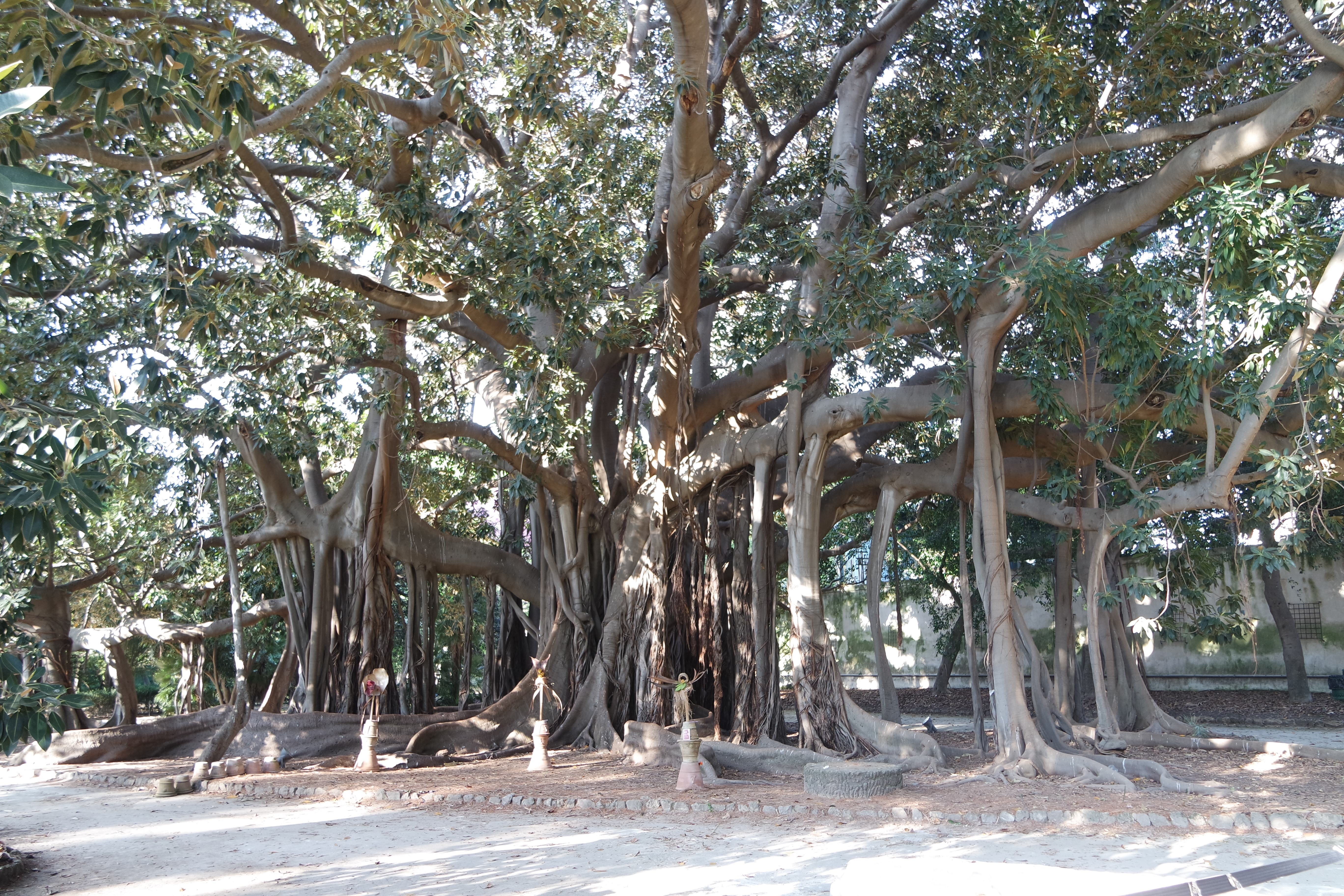
Фикус крупнолистный (Ficus macrophylla) — одна из главных достопримечательностей сада
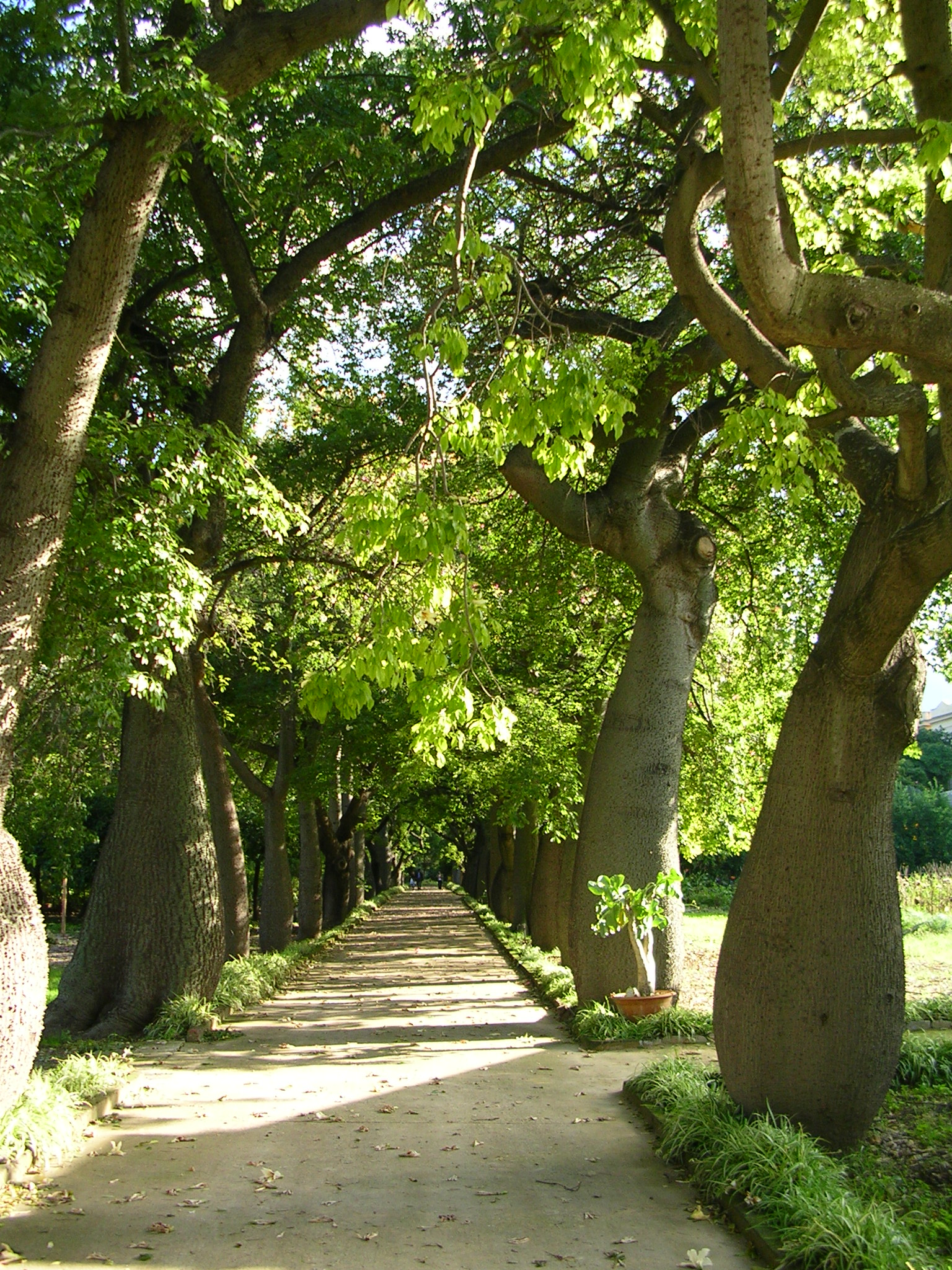
Сейба великолепная (Ceiba speciosa)
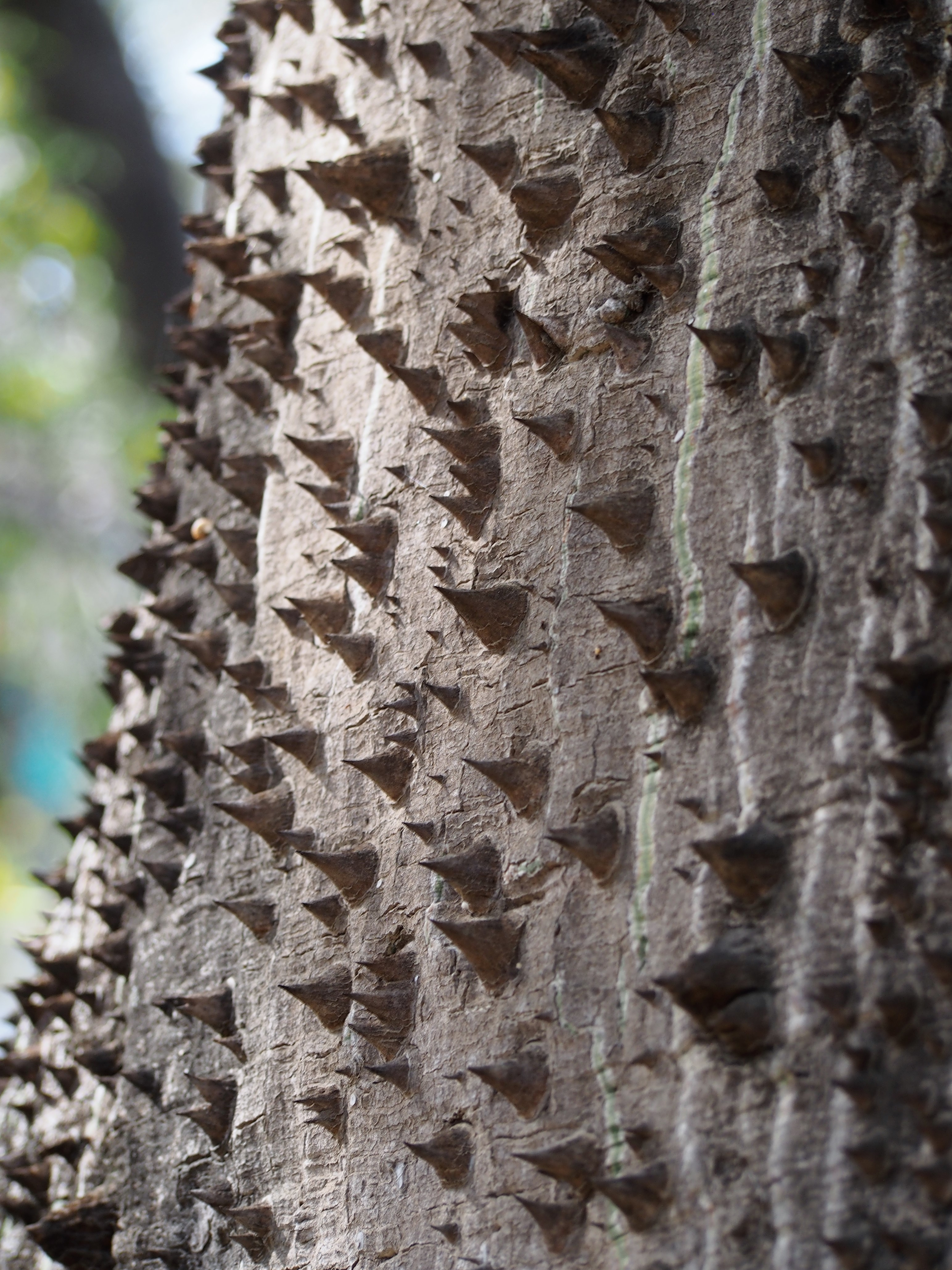
Шипы Сейбы великолепной (Ceiba speciosa)
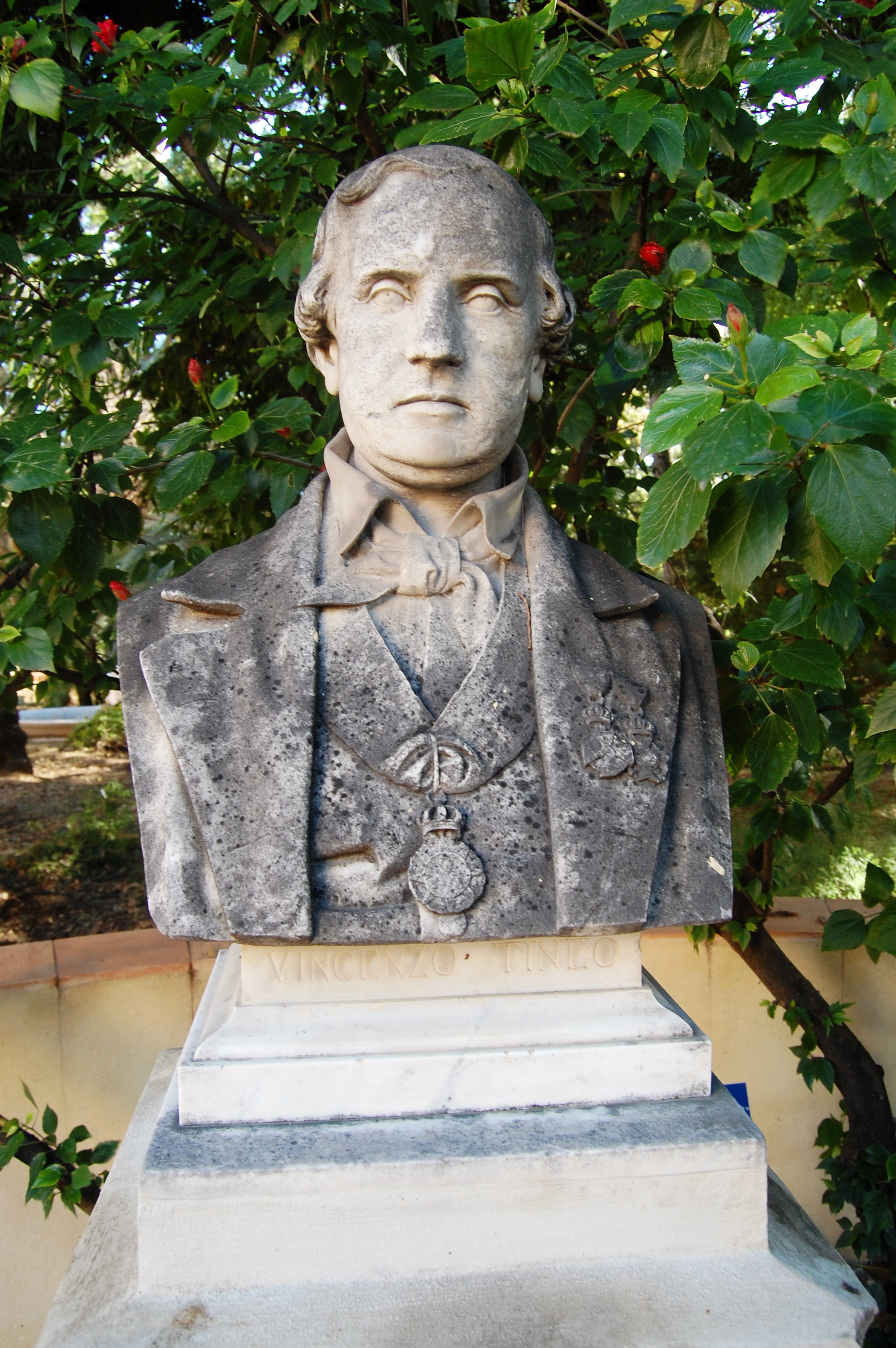
Винченцо Тинео (итал. Vincenzo Tineo) — второй директор сада
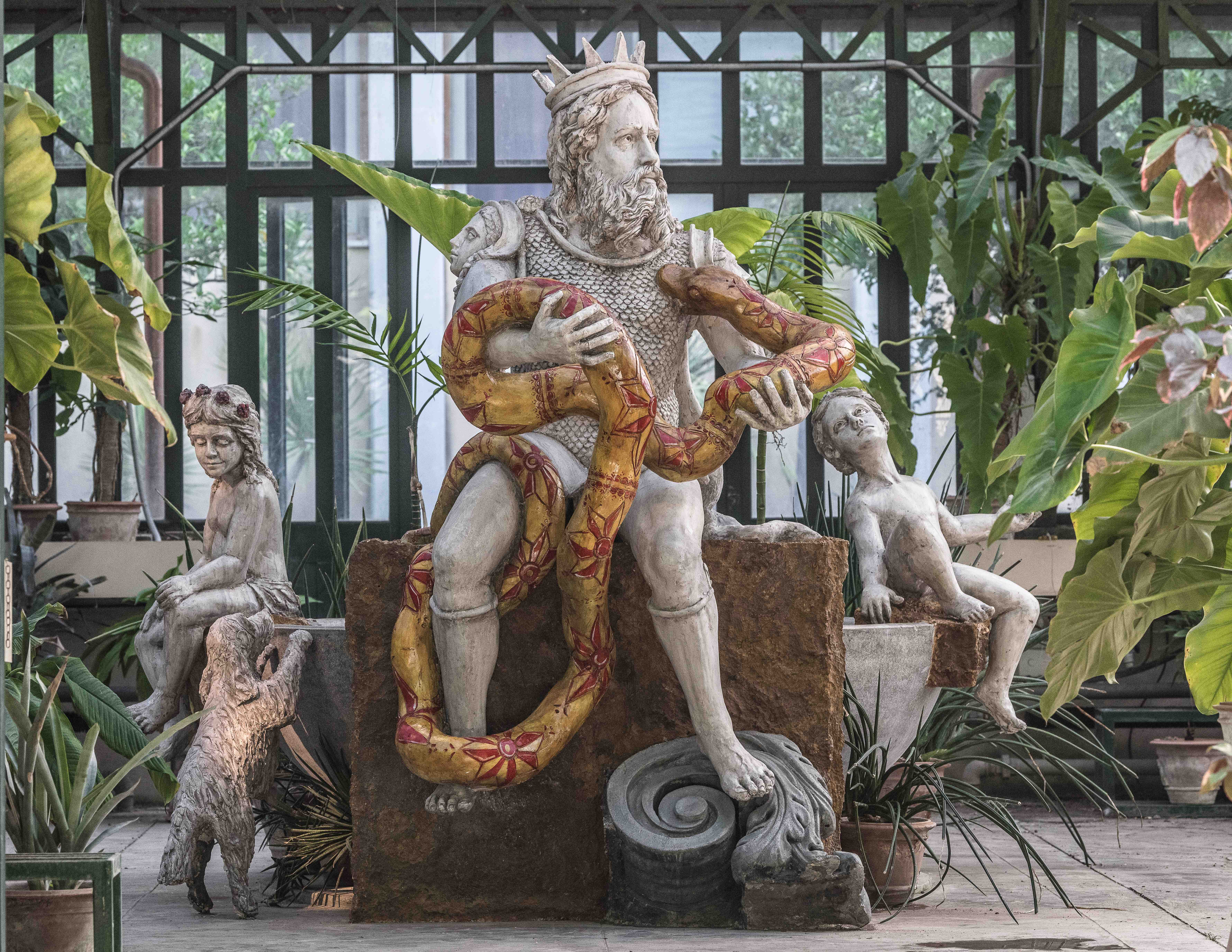
Статуя Гения в одной из теплиц
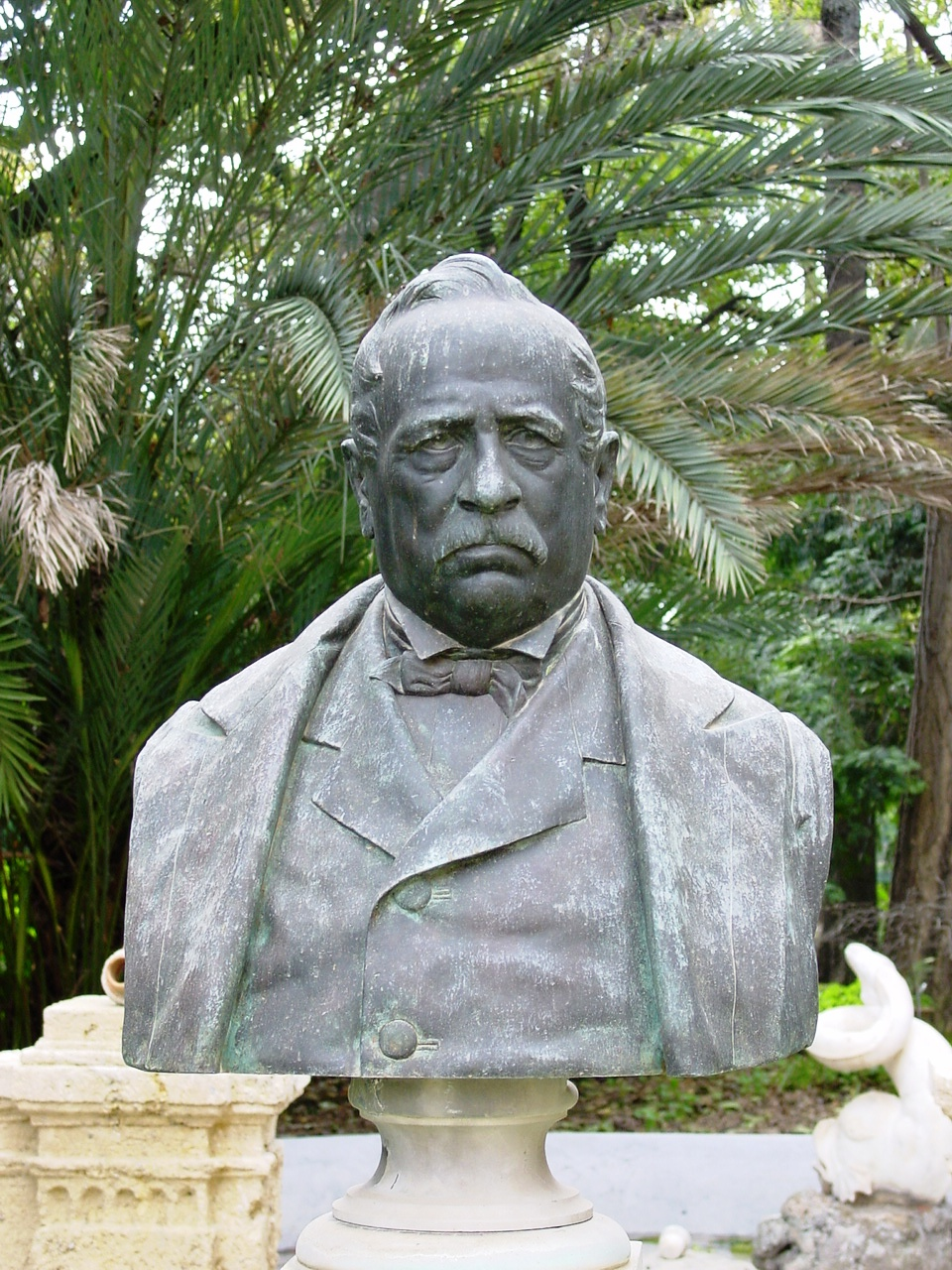
Агостино Тодаро (итал. Agostino Todaro) — третий директор сада
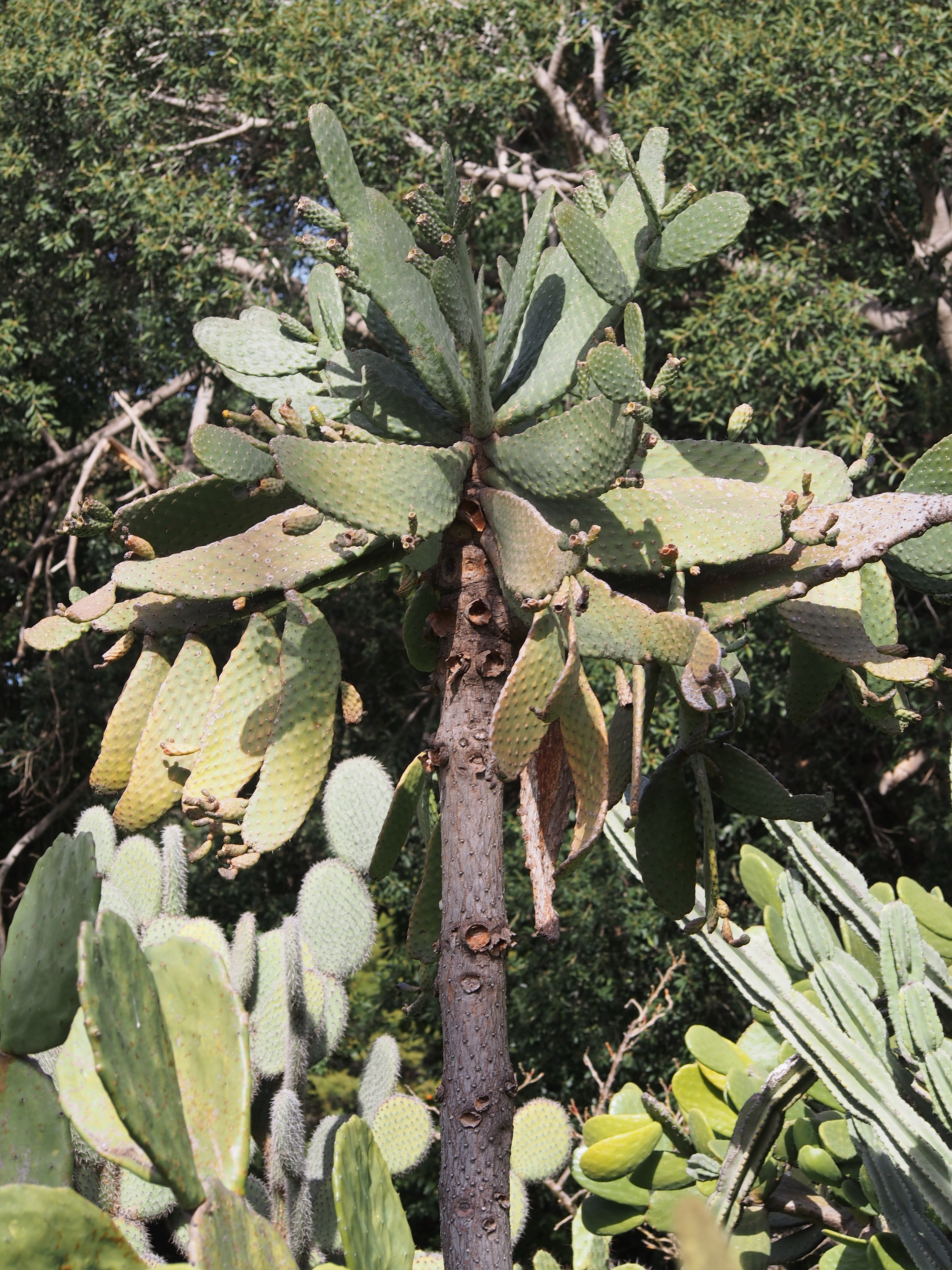
Consolea rubescens
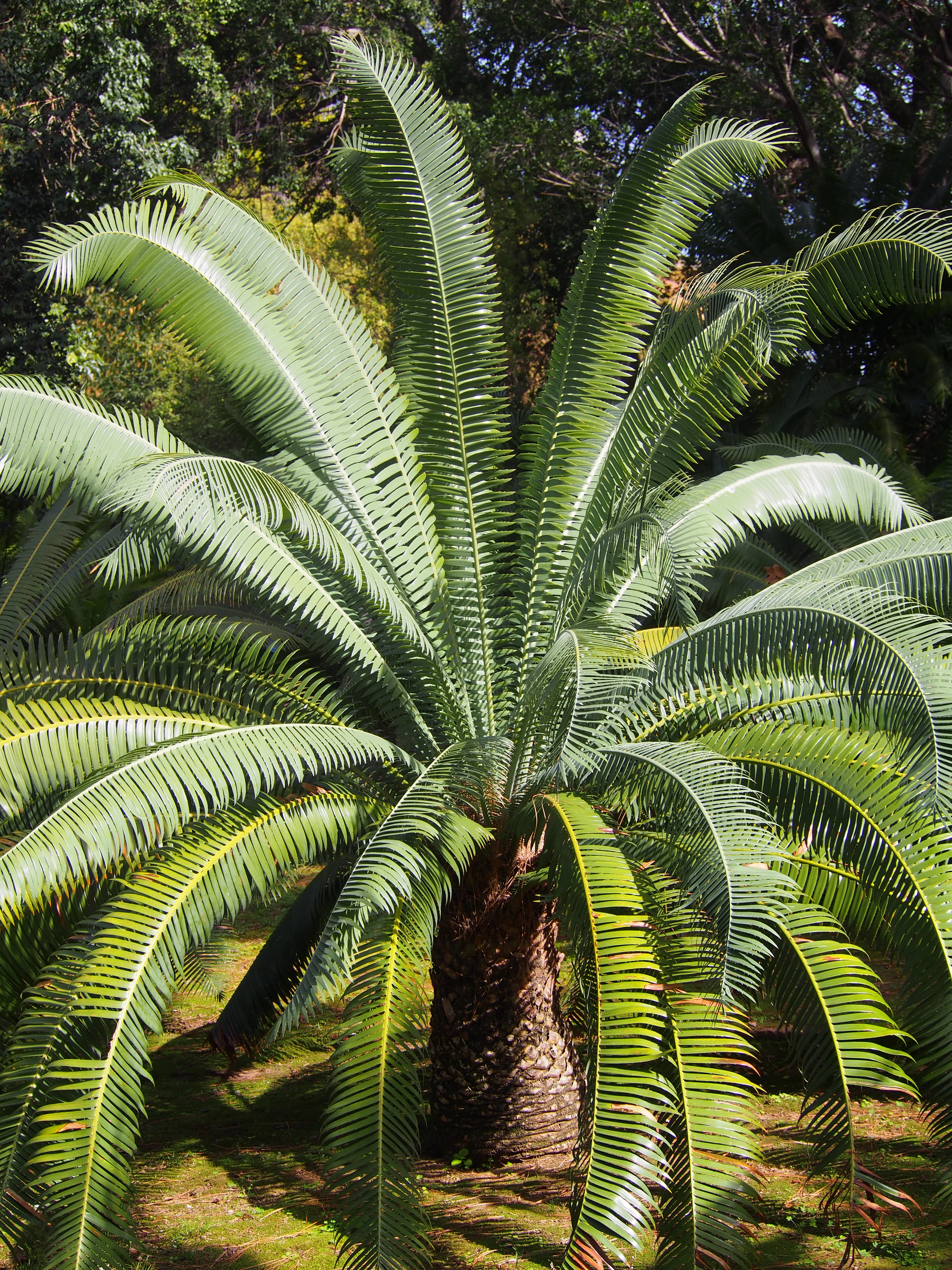
Dioon spinulosum
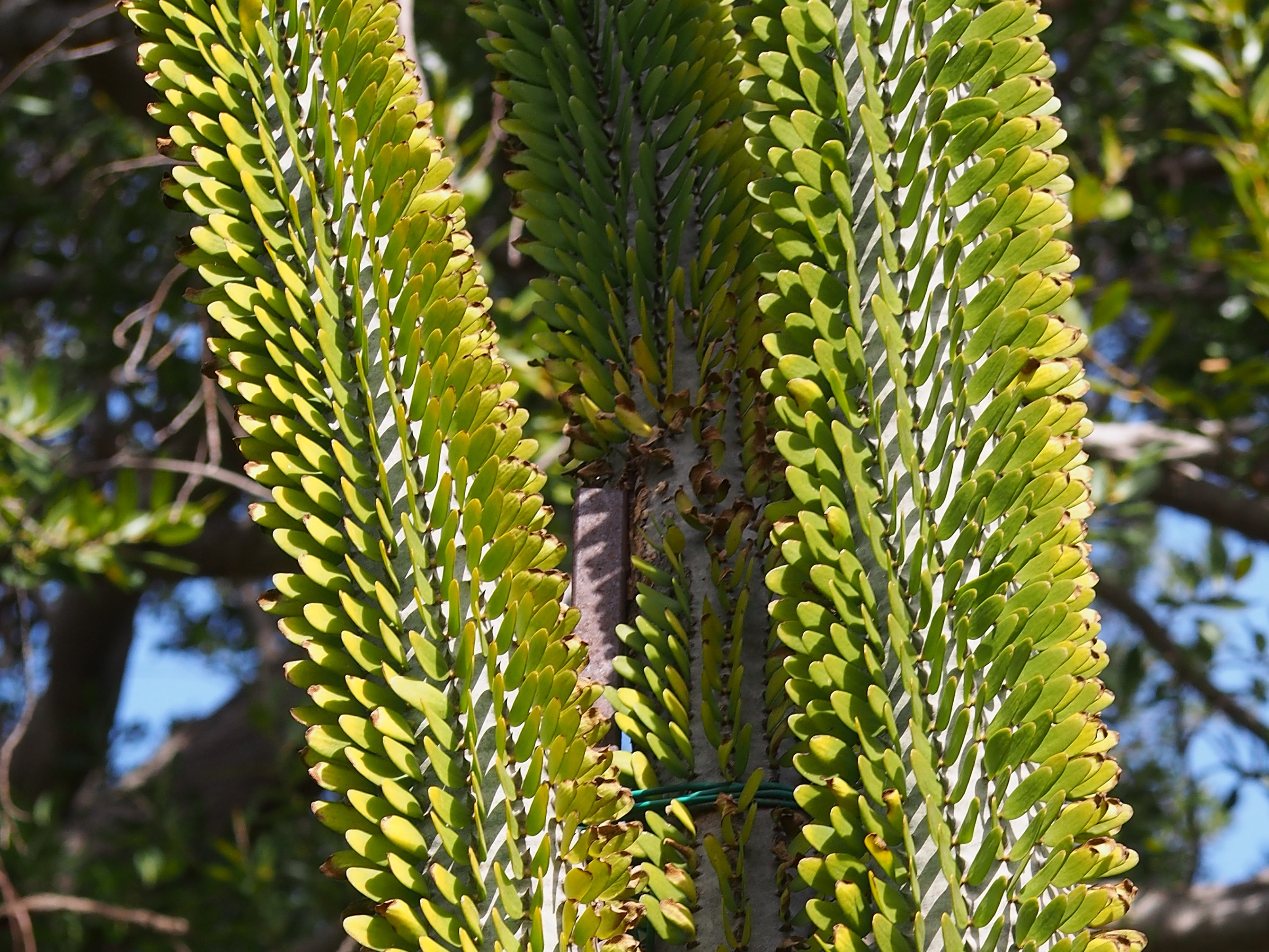
Аллюодия высокая (Alluaudia procera)